# Kabinett Çiller II
Das Kabinett Çiller II war die 51. Regierung der Türkei, die vom 5. Oktober 1995 bis zum 30. Oktober 1995 durch Ministerpräsidentin Tansu Çiller geleitet wurde.
Die Wahl im Oktober 1991 hatte die Doğru Yol Partisi (DYP) unter Süleyman Demirel gewonnen. Die DYP ging mit der Sosyaldemokrat Halkçı Parti (SHP) eine Koalition ein und DYP-Parteivorsitzender Süleyman Demirel wurde neuer Ministerpräsident. Am 16. Mai 1993 wurde Süleyman Demirel zum Nachfolger des plötzlich verstorbenen Staatspräsidenten Turgut Özal gewählt. Am 13. Juni 1993 wählte die DYP Tansu Çiller zu neuen Parteivorsitzenden und am 25. Juni wählte sie die Koalition zur neuen Ministerpräsidentin des Landes.
1992 wurde die nach dem Militärputsch 1980 verbotene Cumhuriyet Halk Partisi (CHP) wiedergegründet und Deniz Baykal zum Vorsitzenden gewählt. In der Folge schlossen sich mehrere SHP-Abgeordnete unter Baykals Führung zu einer eigenen Parlamentsgruppe zusammen. Am 18. Februar 1995 wurde die SHP schließlich aufgelöst und die Mitglieder traten zur CHP über. Baykal stellte zur Fortsetzung der Koalition harte Forderungen an die DYP. Als er sich im aufgrund einer Wirtschaftskrise eskalierenden Tarifkonflikt an die Seite der Gewerkschaften stellte, platzte die Regierung. Die CHP kündigte ihren Rückzug aus der Koalition an und Çiller reichte am 20. September 1995 ihren Rücktritt ein. Demirel beauftragte Çiller erneut mit der Regierungsbildung. Die regierende DYP setzte eine Übergangsregierung ein und verhandelte mit der MHP von Alparslan Türkeş und der Demokratik Sol Parti (DSP) für ein Minderheitskabinett, doch die Vertrauensabstimmung am 15. Oktober 1995 ging verloren. Für den Dezember wurden vorzeitige Neuwahlen angesetzt.

## Minister
| Titel                                                     | Name                   | Partei | Bemerkungen |
| --------------------------------------------------------- | ---------------------- | ------ | ----------- |
| Ministerpräsidentin                                       | Tansu Çiller           | DYP    |             |
| Stellvertretender Ministerpräsident                       | Necmettin Cevheri      | DYP    |             |
| Staatsminister                                            |                        |        |             |
| Cavit Çağlar                                              | DYP                    |        |             |
| Ali Münif İslamoğlu                                       | DYP                    |        |             |
| Aykon Doğan                                               | DYP                    |        |             |
| Esat Kıratlıoğlu                                          | DYP                    |        |             |
| Rıfaeddin Şahin                                           | DYP                    |        |             |
| Ayvaz Gökdemir                                            | DYP                    |        |             |
| Ömer Barutçu                                              | DYP                    |        |             |
| Mehmet Batallı                                            | DYP                    |        |             |
| Baki Tuğ                                                  | DYP                    |        |             |
| Işılay Saygın                                             | DYP                    |        |             |
| Mehmet Selim Ensarioğlu                                   | DYP                    |        |             |
| Justizminister                                            | Bekir Sami Daçe        | DYP    |             |
| Verteidigungsminister                                     | Vefa Tanır             | DYP    |             |
| Innenminister                                             | Nahit Menteşe          | DYP    |             |
| Außenminister                                             | Coşkun Kırca           | DYP    |             |
| Finanzminister                                            | İsmet Atilla           | DYP    |             |
| Bildungsminister                                          | Turhan Tayan           | DYP    |             |
| Minister für öffentliche Arbeiten und Siedlungswesen      | Tunç Bilget            | DYP    |             |
| Minister Gesundheit und Sozialhilfe                       | Doğan Baran            | DYP    |             |
| Verkehrsminister                                          | Ali Şevki Erek         | DYP    |             |
| Minister für Arbeit und Soziale Sicherheit                | Ateş Amiklioğlu        | DYP    |             |
| Minister für Industrie und Handel                         | Abdülbaki Ataç         | DYP    |             |
| Minister für Kultur                                       | Köksal Toptan          | DYP    |             |
| Minister für Tourismus                                    | Bilal Güngör           | DYP    |             |
| Minister für Energie und natürliche Ressourcen            | Şinasi Altınel         | DYP    |             |
| Minister für Landwirtschaft und dörfliche Angelegenheiten | Nafiz Kurt             | DYP    |             |
| Minister für Forsten                                      | Hasan Ekinci           | DYP    |             |
| Umweltminister                                            | Ahmet Hamdi Üçpınarlar | DYP    |             |